# Arctic Race of Norway 2018
L'Arctic Race of Norway 2018 est la 6e édition de cette course cycliste masculine sur route. Elle lieu du 16 au 19 août 2018 en Norvège et fait partie du calendrier UCI Europe Tour 2018 en catégorie 2.HC.

## Équipes
Classé en catégorie 2.HC de l'UCI Europe Tour, l'Arctic Race of Norway est par conséquent ouverte aux WorldTeams dans la limite de 70 % des équipes participantes, aux équipes continentales professionnelles, aux équipes continentales norvégiennes, aux équipes continentales étrangères dans la limite de deux, et à une équipe nationale norvégienne.
| WorldTeams (4)- Astana - BMC Racing Team - Dimension Data - Katusha-Alpecin Équipes continentales professionnelles (11)- Cofidis, Solutions Crédits - Delko-Marseille Provence-KTM - Direct Énergie - Fortuneo-Samsic - Holowesko-Citadel - Israel Cycling Academy - Rally Cycling - Sport Vlaanderen-Baloise - Vital Concept - WB-Aqua Protect-Veranclassic - Wanty-Groupe Gobert Équipes continentales (4)- Team Joker Icopal - Coop - Corendon-Circus - Uno-X Norwegian Development |
| |

## Étapes
| Étape     | Date    | Villes étapes            | type                      | Distance (km) | Vainqueur d'étape    | Leader du classement général |
| --------- | ------- | ------------------------ | ------------------------- | ------------- | -------------------- | ---------------------------- |
| 1re étape | 16 août | Vadsø – Kirkenes         | étape de plaine           | 184           | Mathieu van der Poel | Mathieu van der Poel         |
| 2e étape  | 17 août | Tana – Kjøllefjord       | étape vallonnée           | 195           | Colin Joyce          | Sergey Chernetskiy           |
| 3e étape  | 18 août | Honningsvåg – Hammerfest | étape vallonnée           | 194           | Adam Ťoupalík        | Sergey Chernetskiy           |
| 4e étape  | 19 août | Kvalsund – Alta          | étape de moyenne montagne | 145,5         | Mathieu van der Poel | Sergey Chernetskiy           |

## Déroulement de la course

### 1reétape
| \| Classement de l'étape \| Classement de l'étape \| Classement de l'étape \| Classement de l'étape \| Classement de l'étape \| \| Coureur \| Coureur \| Pays \| Équipe \| Temps \| \| --------------------- \| --------------------- \| --------------------- \| -------------------------- \| --------------------- \| \| 1er \| Mathieu van der Poel \| Pays-Bas \| Corendon-Circus \| 3 h 50 min 19 s \| \| 2e \| Sergey Chernetskiy \| Russie \| Astana \| + 0 s \| \| 3e \| Benjamin Declercq \| Belgique \| Sport Vlaanderen-Baloise \| + 0 s \| \| 4e \| Markus Hoelgaard \| Norvège \| Joker Icopal \| + 0 s \| \| 5e \| Quentin Pacher \| France \| Vital Concept \| + 0 s \| \| 6e \| Alberto Bettiol \| Italie \| BMC Racing Team \| + 0 s \| \| 7e \| Guillaume Martin \| France \| Wanty-Groupe Gobert \| + 0 s \| \| 8e \| Kenneth Vanbilsen \| Belgique \| Cofidis, Solutions Crédits \| + 0 s \| \| 9e \| Krister Hagen \| Norvège \| Team Coop \| + 5 s \| \| 10e \| Colin Joyce \| États-Unis \| Rally Cycling \| + 5 s \| |                      |            |                            |                 |
| |                      |            |                            |                 |
| Source : ProCyclingStats |                      |            |                            |                 |
| Classement de l'étape |                      |            |                            |                 |
| Coureur | Coureur              | Pays       | Équipe                     | Temps           |
| 1er | Mathieu van der Poel | Pays-Bas   | Corendon-Circus            | 3 h 50 min 19 s |
| 2e | Sergey Chernetskiy   | Russie     | Astana                     | + 0 s           |
| 3e | Benjamin Declercq    | Belgique   | Sport Vlaanderen-Baloise   | + 0 s           |
| 4e | Markus Hoelgaard     | Norvège    | Joker Icopal               | + 0 s           |
| 5e | Quentin Pacher       | France     | Vital Concept              | + 0 s           |
| 6e | Alberto Bettiol      | Italie     | BMC Racing Team            | + 0 s           |
| 7e | Guillaume Martin     | France     | Wanty-Groupe Gobert        | + 0 s           |
| 8e | Kenneth Vanbilsen    | Belgique   | Cofidis, Solutions Crédits | + 0 s           |
| 9e | Krister Hagen        | Norvège    | Team Coop                  | + 5 s           |
| 10e | Colin Joyce          | États-Unis | Rally Cycling              | + 5 s           |

| \| Classement général \| Classement général \| Classement général \| Classement général \| Classement général \| \| Coureur \| Coureur \| Pays \| Équipe \| Temps \| \| ------------------ \| -------------------- \| ------------------ \| -------------------------- \| ------------------ \| \| 1er \| Mathieu van der Poel \| Pays-Bas \| Corendon-Circus \| 3 h 50 min 09 s \| \| 2e \| Sergey Chernetskiy \| Russie \| Astana \| + 4 s \| \| 3e \| Benjamin Declercq \| Belgique \| Sport Vlaanderen-Baloise \| + 6 s \| \| 4e \| Alberto Bettiol \| Italie \| BMC Racing Team \| + 9 s \| \| 5e \| Markus Hoelgaard \| Norvège \| Joker Icopal \| + 10 s \| \| 6e \| Quentin Pacher \| France \| Vital Concept \| + 10 s \| \| 7e \| Guillaume Martin \| France \| Wanty-Groupe Gobert \| + 10 s \| \| 8e \| Kenneth Vanbilsen \| Belgique \| Cofidis, Solutions Crédits \| + 10 s \| \| 9e \| Krister Hagen \| Norvège \| Team Coop \| + 15 s \| \| 10e \| Colin Joyce \| États-Unis \| Rally Cycling \| + 15 s \| |                      |            |                            |                 |
| |                      |            |                            |                 |
| Source : ProCyclingStats |                      |            |                            |                 |
| Classement général |                      |            |                            |                 |
| Coureur | Coureur              | Pays       | Équipe                     | Temps           |
| 1er | Mathieu van der Poel | Pays-Bas   | Corendon-Circus            | 3 h 50 min 09 s |
| 2e | Sergey Chernetskiy   | Russie     | Astana                     | + 4 s           |
| 3e | Benjamin Declercq    | Belgique   | Sport Vlaanderen-Baloise   | + 6 s           |
| 4e | Alberto Bettiol      | Italie     | BMC Racing Team            | + 9 s           |
| 5e | Markus Hoelgaard     | Norvège    | Joker Icopal               | + 10 s          |
| 6e | Quentin Pacher       | France     | Vital Concept              | + 10 s          |
| 7e | Guillaume Martin     | France     | Wanty-Groupe Gobert        | + 10 s          |
| 8e | Kenneth Vanbilsen    | Belgique   | Cofidis, Solutions Crédits | + 10 s          |
| 9e | Krister Hagen        | Norvège    | Team Coop                  | + 15 s          |
| 10e | Colin Joyce          | États-Unis | Rally Cycling              | + 15 s          |

### 2eétape
| \| Classement de l'étape \| Classement de l'étape \| Classement de l'étape \| Classement de l'étape \| Classement de l'étape \| \| Coureur \| Coureur \| Pays \| Équipe \| Temps \| \| --------------------- \| --------------------- \| --------------------- \| ---------------------- \| --------------------- \| \| 1er \| Colin Joyce \| États-Unis \| Rally Cycling \| 4 h 20 min 24 s \| \| 2e \| Dennis van Winden \| Pays-Bas \| Israel Cycling Academy \| + 0 s \| \| 3e \| Markus Hoelgaard \| Norvège \| Joker Icopal \| + 0 s \| \| 4e \| Danilo Wyss \| Suisse \| BMC Racing Team \| + 0 s \| \| 5e \| Sergey Chernetskiy \| Russie \| Astana \| + 0 s \| \| 6e \| Laurent Pichon \| France \| Fortuneo-Samsic \| + 0 s \| \| 7e \| Carl Fredrik Hagen \| Norvège \| Joker Icopal \| + 0 s \| \| 8e \| Steff Cras \| Belgique \| Katusha-Alpecin \| + 0 s \| \| 9e \| Jakob Fuglsang \| Danemark \| Astana \| + 0 s \| \| 10e \| Nicolas Roche \| Irlande \| BMC Racing Team \| + 0 s \| |                    |            |                        |                 |
| |                    |            |                        |                 |
| Source : ProCyclingStats |                    |            |                        |                 |
| Classement de l'étape |                    |            |                        |                 |
| Coureur | Coureur            | Pays       | Équipe                 | Temps           |
| 1er | Colin Joyce        | États-Unis | Rally Cycling          | 4 h 20 min 24 s |
| 2e | Dennis van Winden  | Pays-Bas   | Israel Cycling Academy | + 0 s           |
| 3e | Markus Hoelgaard   | Norvège    | Joker Icopal           | + 0 s           |
| 4e | Danilo Wyss        | Suisse     | BMC Racing Team        | + 0 s           |
| 5e | Sergey Chernetskiy | Russie     | Astana                 | + 0 s           |
| 6e | Laurent Pichon     | France     | Fortuneo-Samsic        | + 0 s           |
| 7e | Carl Fredrik Hagen | Norvège    | Joker Icopal           | + 0 s           |
| 8e | Steff Cras         | Belgique   | Katusha-Alpecin        | + 0 s           |
| 9e | Jakob Fuglsang     | Danemark   | Astana                 | + 0 s           |
| 10e | Nicolas Roche      | Irlande    | BMC Racing Team        | + 0 s           |

| \| Classement général \| Classement général \| Classement général \| Classement général \| Classement général \| \| Coureur \| Coureur \| Pays \| Équipe \| Temps \| \| ------------------ \| ------------------ \| ------------------ \| ---------------------- \| ------------------ \| \| 1er \| Sergey Chernetskiy \| Russie \| Astana \| 8 h 10 min 34 s \| \| 2e \| Markus Hoelgaard \| Norvège \| Joker Icopal \| + 3 s \| \| 3e \| Colin Joyce \| États-Unis \| Rally Cycling \| + 4 s \| \| 4e \| Danilo Wyss \| Suisse \| BMC Racing Team \| + 19 s \| \| 5e \| Alberto Bettiol \| Italie \| BMC Racing Team \| + 23 s \| \| 6e \| Dennis van Winden \| Pays-Bas \| Israel Cycling Academy \| + 32 s \| \| 7e \| Nicolas Roche \| Irlande \| BMC Racing Team \| + 33 s \| \| 8e \| Laurent Pichon \| France \| Fortuneo-Samsic \| + 34 s \| \| 9e \| Jakob Fuglsang \| Danemark \| Astana \| + 34 s \| \| 10e \| Carl Fredrik Hagen \| Norvège \| Joker Icopal \| + 34 s \| |                    |            |                        |                 |
| |                    |            |                        |                 |
| Source : ProCyclingStats |                    |            |                        |                 |
| Classement général |                    |            |                        |                 |
| Coureur | Coureur            | Pays       | Équipe                 | Temps           |
| 1er | Sergey Chernetskiy | Russie     | Astana                 | 8 h 10 min 34 s |
| 2e | Markus Hoelgaard   | Norvège    | Joker Icopal           | + 3 s           |
| 3e | Colin Joyce        | États-Unis | Rally Cycling          | + 4 s           |
| 4e | Danilo Wyss        | Suisse     | BMC Racing Team        | + 19 s          |
| 5e | Alberto Bettiol    | Italie     | BMC Racing Team        | + 23 s          |
| 6e | Dennis van Winden  | Pays-Bas   | Israel Cycling Academy | + 32 s          |
| 7e | Nicolas Roche      | Irlande    | BMC Racing Team        | + 33 s          |
| 8e | Laurent Pichon     | France     | Fortuneo-Samsic        | + 34 s          |
| 9e | Jakob Fuglsang     | Danemark   | Astana                 | + 34 s          |
| 10e | Carl Fredrik Hagen | Norvège    | Joker Icopal           | + 34 s          |

### 3eétape
| \| Classement de l'étape \| Classement de l'étape \| Classement de l'étape \| Classement de l'étape \| Classement de l'étape \| \| Coureur \| Coureur \| Pays \| Équipe \| Temps \| \| --------------------- \| --------------------- \| --------------------- \| ------------------------ \| --------------------- \| \| 1er \| Adam Ťoupalík \| Tchéquie \| Corendon-Circus \| 4 h 24 min 08 s \| \| 2e \| Mathieu van der Poel \| Pays-Bas \| Corendon-Circus \| + 2 s \| \| 3e \| Sergey Chernetskiy \| Russie \| Astana \| + 2 s \| \| 4e \| Quentin Pacher \| France \| Vital Concept \| + 2 s \| \| 5e \| Odd Christian Eiking \| Norvège \| Wanty-Groupe Gobert \| + 2 s \| \| 6e \| Markus Hoelgaard \| Norvège \| Joker Icopal \| + 2 s \| \| 7e \| Colin Joyce \| États-Unis \| Rally Cycling \| + 2 s \| \| 8e \| Benjamin Declercq \| Belgique \| Sport Vlaanderen-Baloise \| + 2 s \| \| 9e \| Kevin Deltombe \| Belgique \| Sport Vlaanderen-Baloise \| + 2 s \| \| 10e \| Nicolai Brøchner \| Danemark \| Holowesko Citadel \| + 2 s \| |                      |            |                          |                 |
| |                      |            |                          |                 |
| Source : ProCyclingStats |                      |            |                          |                 |
| Classement de l'étape |                      |            |                          |                 |
| Coureur | Coureur              | Pays       | Équipe                   | Temps           |
| 1er | Adam Ťoupalík        | Tchéquie   | Corendon-Circus          | 4 h 24 min 08 s |
| 2e | Mathieu van der Poel | Pays-Bas   | Corendon-Circus          | + 2 s           |
| 3e | Sergey Chernetskiy   | Russie     | Astana                   | + 2 s           |
| 4e | Quentin Pacher       | France     | Vital Concept            | + 2 s           |
| 5e | Odd Christian Eiking | Norvège    | Wanty-Groupe Gobert      | + 2 s           |
| 6e | Markus Hoelgaard     | Norvège    | Joker Icopal             | + 2 s           |
| 7e | Colin Joyce          | États-Unis | Rally Cycling            | + 2 s           |
| 8e | Benjamin Declercq    | Belgique   | Sport Vlaanderen-Baloise | + 2 s           |
| 9e | Kevin Deltombe       | Belgique   | Sport Vlaanderen-Baloise | + 2 s           |
| 10e | Nicolai Brøchner     | Danemark   | Holowesko Citadel        | + 2 s           |

| \| Classement général \| Classement général \| Classement général \| Classement général \| Classement général \| \| Coureur \| Coureur \| Pays \| Équipe \| Temps \| \| ------------------ \| ------------------ \| ------------------ \| ---------------------- \| ------------------ \| \| 1er \| Sergey Chernetskiy \| Russie \| Astana \| 12 h 34 min 40 s \| \| 2e \| Markus Hoelgaard \| Norvège \| Joker Icopal \| + 7 s \| \| 3e \| Colin Joyce \| États-Unis \| Rally Cycling \| + 8 s \| \| 4e \| Danilo Wyss \| Suisse \| BMC Racing Team \| + 23 s \| \| 5e \| Nicolas Roche \| Irlande \| BMC Racing Team \| + 37 s \| \| 6e \| Laurent Pichon \| France \| Fortuneo-Samsic \| + 38 s \| \| 7e \| Carl Fredrik Hagen \| Norvège \| Joker Icopal \| + 38 s \| \| 8e \| Steff Cras \| Belgique \| Katusha-Alpecin \| + 38 s \| \| 9e \| Dennis van Winden \| Pays-Bas \| Israel Cycling Academy \| + 52 s \| \| 10e \| Michael Schär \| Suisse \| BMC Racing Team \| + 53 s \| |                    |            |                        |                  |
| |                    |            |                        |                  |
| Source : ProCyclingStats |                    |            |                        |                  |
| Classement général |                    |            |                        |                  |
| Coureur | Coureur            | Pays       | Équipe                 | Temps            |
| 1er | Sergey Chernetskiy | Russie     | Astana                 | 12 h 34 min 40 s |
| 2e | Markus Hoelgaard   | Norvège    | Joker Icopal           | + 7 s            |
| 3e | Colin Joyce        | États-Unis | Rally Cycling          | + 8 s            |
| 4e | Danilo Wyss        | Suisse     | BMC Racing Team        | + 23 s           |
| 5e | Nicolas Roche      | Irlande    | BMC Racing Team        | + 37 s           |
| 6e | Laurent Pichon     | France     | Fortuneo-Samsic        | + 38 s           |
| 7e | Carl Fredrik Hagen | Norvège    | Joker Icopal           | + 38 s           |
| 8e | Steff Cras         | Belgique   | Katusha-Alpecin        | + 38 s           |
| 9e | Dennis van Winden  | Pays-Bas   | Israel Cycling Academy | + 52 s           |
| 10e | Michael Schär      | Suisse     | BMC Racing Team        | + 53 s           |

### 4eétape
| \| Classement de l'étape \| Classement de l'étape \| Classement de l'étape \| Classement de l'étape \| Classement de l'étape \| \| Coureur \| Coureur \| Pays \| Équipe \| Temps \| \| --------------------- \| --------------------- \| --------------------- \| -------------------------- \| --------------------- \| \| 1er \| Mathieu van der Poel \| Pays-Bas \| Corendon-Circus \| 3 h 21 min 02 s \| \| 2e \| Sondre Holst Enger \| Norvège \| Israel Cycling Academy \| + 0 s \| \| 3e \| Quentin Pacher \| France \| Vital Concept \| + 0 s \| \| 4e \| Loïc Chetout \| France \| Cofidis, Solutions Crédits \| + 0 s \| \| 5e \| Benjamin Declercq \| Belgique \| Sport Vlaanderen-Baloise \| + 0 s \| \| 6e \| Laurent Pichon \| France \| Fortuneo-Samsic \| + 0 s \| \| 7e \| Odd Christian Eiking \| Norvège \| Wanty-Groupe Gobert \| + 0 s \| \| 8e \| Sergey Chernetskiy \| Russie \| Astana \| + 0 s \| \| 9e \| Nicolai Brøchner \| Danemark \| Holowesko Citadel \| + 0 s \| \| 10e \| Nicolas Roche \| Irlande \| BMC Racing Team \| + 0 s \| |                      |          |                            |                 |
| |                      |          |                            |                 |
| Source : ProCyclingStats |                      |          |                            |                 |
| Classement de l'étape |                      |          |                            |                 |
| Coureur | Coureur              | Pays     | Équipe                     | Temps           |
| 1er | Mathieu van der Poel | Pays-Bas | Corendon-Circus            | 3 h 21 min 02 s |
| 2e | Sondre Holst Enger   | Norvège  | Israel Cycling Academy     | + 0 s           |
| 3e | Quentin Pacher       | France   | Vital Concept              | + 0 s           |
| 4e | Loïc Chetout         | France   | Cofidis, Solutions Crédits | + 0 s           |
| 5e | Benjamin Declercq    | Belgique | Sport Vlaanderen-Baloise   | + 0 s           |
| 6e | Laurent Pichon       | France   | Fortuneo-Samsic            | + 0 s           |
| 7e | Odd Christian Eiking | Norvège  | Wanty-Groupe Gobert        | + 0 s           |
| 8e | Sergey Chernetskiy   | Russie   | Astana                     | + 0 s           |
| 9e | Nicolai Brøchner     | Danemark | Holowesko Citadel          | + 0 s           |
| 10e | Nicolas Roche        | Irlande  | BMC Racing Team            | + 0 s           |

## Classements finals

### Classement général final
| \| Classement général \| Classement général \| Classement général \| Classement général \| Classement général \| \| Coureur \| Coureur \| Pays \| Équipe \| Temps \| \| ------------------ \| ------------------ \| ------------------ \| ---------------------- \| ------------------ \| \| 1er \| Sergey Chernetskiy \| Russie \| Astana \| 15 h 55 min 42 s \| \| 2e \| Markus Hoelgaard \| Norvège \| Joker Icopal \| + 11 s \| \| 3e \| Colin Joyce \| États-Unis \| Rally Cycling \| + 12 s \| \| 4e \| Danilo Wyss \| Suisse \| BMC Racing Team \| + 27 s \| \| 5e \| Nicolas Roche \| Irlande \| BMC Racing Team \| + 37 s \| \| 6e \| Laurent Pichon \| France \| Fortuneo-Samsic \| + 38 s \| \| 7e \| Steff Cras \| Belgique \| Katusha-Alpecin \| + 42 s \| \| 8e \| Carl Fredrik Hagen \| Norvège \| Joker Icopal \| + 42 s \| \| 9e \| Dmitri Strakhov \| Russie \| Katusha-Alpecin \| + 56 s \| \| 10e \| Dennis van Winden \| Pays-Bas \| Israel Cycling Academy \| + 56 s \| |                    |            |                        |                  |
| |                    |            |                        |                  |
| Source : ProCyclingStats |                    |            |                        |                  |
| Classement général |                    |            |                        |                  |
| Coureur | Coureur            | Pays       | Équipe                 | Temps            |
| 1er | Sergey Chernetskiy | Russie     | Astana                 | 15 h 55 min 42 s |
| 2e | Markus Hoelgaard   | Norvège    | Joker Icopal           | + 11 s           |
| 3e | Colin Joyce        | États-Unis | Rally Cycling          | + 12 s           |
| 4e | Danilo Wyss        | Suisse     | BMC Racing Team        | + 27 s           |
| 5e | Nicolas Roche      | Irlande    | BMC Racing Team        | + 37 s           |
| 6e | Laurent Pichon     | France     | Fortuneo-Samsic        | + 38 s           |
| 7e | Steff Cras         | Belgique   | Katusha-Alpecin        | + 42 s           |
| 8e | Carl Fredrik Hagen | Norvège    | Joker Icopal           | + 42 s           |
| 9e | Dmitri Strakhov    | Russie     | Katusha-Alpecin        | + 56 s           |
| 10e | Dennis van Winden  | Pays-Bas   | Israel Cycling Academy | + 56 s           |